# Sci alpino al IX Festival olimpico invernale della gioventù europea
Lo sci alpino al XIV Festival olimpico invernale della gioventù europea si è svolto dal 16 al 20 febbraio 2009 a Szczyrk in Polonia.

## Podi

### Ragazzi
| Evento                     | Oro                      | Tempo   | Argento                 | Tempo   | Bronzo                  | Tempo   |
| Slalom gigante (dettagli)  | Mathieu Faivre Francia   | 1:46.65 | Stefan Luitz Germania   | 1:46.68 | Carl-Johan Öster Svezia | 1:47.40 |
| Slalom speciale (dettagli) | Justin Murisier Svizzera | 1:46.67 | Carl-Johan Öster Svezia | 1:46.85 | Dominik Homsek Germania | 1:47.55 |

### Ragazze
| Evento                     | Oro                    | Tempo   | Argento               | Tempo   | Bronzo                  | Tempo   |
| Slalom gigante (dettagli)  | Mirjam Puchner Austria | 1:47.87 | Adeline Baud Francia  | 1:48.54 | Ula Hafner Slovenia     | 1:48.56 |
| Slalom speciale (dettagli) | Emelie Wikström Svezia | 1:32.58 | Frida Svedberg Svezia | 1:34.08 | Michaela Wenig Germania | 1:34.11 |

## Medagliere
| Pos.   | Paese    | Oro | Argento | Bronzo | Totale |
| ------ | -------- | --- | ------- | ------ | ------ |
| 1      | Svezia   | 1   | 2       | 1      | 4      |
| 2      | Francia  | 1   | 1       | 0      | 2      |
| 3      | Austria  | 1   | 0       | 0      | 1      |
| 3      | Svizzera | 1   | 0       | 0      | 1      |
| 5      | Germania | 0   | 1       | 2      | 3      |
| 6      | Slovenia | 0   | 0       | 1      | 1      |
| Totale | Totale   | 4   | 4       | 4      | 12     |